# Mala Biljanica
Mala Biljanica je naselje u gradu Leskovcu, Jablanički upravni okrug, Srbija. Prema popisu iz 2022. godine u Maloj Biljanici je živjelo 179 stanovnika.